# Fourme de Montbrison
El fourme de Montbrison (o forma de Montbrison en occità) és un formatge francès de la regió d'Alvèrnia-Roine-Alps (i també del departament del Loira), amb denominació AOC des del 9 de maig de 1972, compartint AOC amb la fourme d'Ambert.